# Mravenčan vápenatý
Mravenčan vápenatý (systematický název methanoát vápenatý nebo vápenatá sůl kyseliny methanové) je vápenatá sůl kyseliny mravenčí. Je to bílá krystalická látka bez zápachu. Má chemický vzorec Ca(HCOO)2. Existuje jako minerál formikait, ale vyskytuje se velmi řídce. Je znám z ložisek bóru. Tato látka se používala v potravinářství jako přídavná látka pod označením E238 do roku 1998.

## Výroba
Mravenčan vápenatý se vyrábí reakcí oxidu uhelnatého s hydroxidem vápenatým za zvýšené teploty:
2 CO + Ca(OH)2 → Ca(HCOO)2